# 多毛板凳果
多毛板凳果（学名：Pachysandra axillaris var. stylosa）为黄杨科板凳果属下的一个变种。